# Patricia Gage
Patricia „Pat“ Gage (* 3. März 1940 in Glasgow, Schottland; † 31. Januar 2010 in Kanada) war eine britische Schauspielerin und Synchronsprecherin.

## Leben
Gage trat ab Mitte der 1960er Jahre in ersten Film- und Fernsehrollen auf. 1977 spielte sie in David Cronenbergs Horrorfilm Rabid – Der brüllende Tod die Rolle der Dr. Roxanne Keloid. Ab den 1980er Jahren beschränkten sich Auftritte mehrheitlich auf kanadische und amerikanische Fernsehproduktionen. Von 1998 bis 1999 war sie in der Fernsehserie Raven – Die Unsterbliche in der Rolle der Lucy Becker zu sehen. In späteren Jahren war sie auch als Synchronsprecherin für Zeichentrickserien und Fernsehproduktionen tätig.
Gages 1971 geschlossene Ehe mit dem Schauspieler Paxton Whitehead endete 1986 durch Scheidung. Sie hatte eine Tochter.

## Filmografie (Auswahl)
- 1963: Der kleine Vagabund (The Littlest Hobo, Fernsehserie)
- 1965: When Tomorrow Dies
- 1973: Keep It in the Family
- 1973: Charlie Chan: Ein wohlgehütetes Geheimnis (The Return of Charlie Chan, Fernsehfilm)
- 1974: Performance (Fernsehserie, eine Episode)
- 1974: Polizeiarzt Simon Lark (Police Surgeon, Fernsehserie, 1 Episode)
- 1974: Why Rock the Boat?
- 1977: Rabid – Der brüllende Tod (Rabid)
- 1979: King of Kensington (Fernsehserie, eine Episode)
- 1986–1988: Jung und Leidenschaftlich – Wie das Leben so spielt (As the World Turns, Fernsehserie)
- 1987: Hello Again – Zurück aus dem Jenseits (Hello Again)
- 1988: Diamonds (Fernsehserie, eine Episode)
- 1988–1993: Die Waffen des Gesetzes (Street Legal, Fernsehserie, acht Episoden)
- 1989: Auf der Suche nach einem Wunder (Looking for Miracles, Fernsehfilm)
- 1990: Harry und Davy (The Little Kidnappers, Fernsehfilm)
- 1990: Maniac Mansion (Fernsehserie, eine Episode)
- 1990: Auf eigene Faust (Counterstrike, Fernsehserie, eine Episode)
- 1991: Genial normal (Perfectly Normal)
- 1991: Reine Glückssache (Pure Luck)
- 1991: Avonlea – Das Mädchen aus der Stadt (Road to Avonlea, Fernsehserie, eine Episode)
- 1992: Als Baby mißbraucht (Child of Rage, Fernsehfilm)
- 1992: Ich komme niemals in den Himmel (I’ll Never Get to Heaven)
- 1993: Secret Service (Fernsehserie, eine Episode)
- 1993: E.N.G. (Fernsehserie, eine Episode)
- 1993: Class of ’96 (Fernsehserie, eine Episode)
- 1993: Macht der Leidenschaft (Family Passions, Fernsehserie, eine Episode)
- 1993: Die Wahrheit führt zum Tod (The Substitute, Fernsehfilm)
- 1994: Liebe kennt kein warum (Thicker Than Blood: The Larry McLinden Story, Fernsehfilm)
- 1994: Side Effects – Nebenwirkungen  (Side Effects, Fernsehserie, eine Episode)
- 1995: Tek War – Krieger der Zukunft (TekWar, Fernsehserie, eine Episode)
- 1995: The Silence of Adultery (Fernsehfilm)
- 1995: Kuss des Todes (First Degree)
- 1996: Traders (Fernsehserie, eine Episode)
- 1996: Dan und Jane: Unser Traum besiegt die Angst (A Brother’s Promise: The Dan Jansen Story, Fernsehfilm)
- 1996: Bedrohliche Leidenschaft (Hostile Advances: The Kerry Ellison Story, Fernsehfilm)
- 1996: Blutrausch (The Morrison Murders: Based on a True Story, Fernsehfilm)
- 1996: Dangerous Offender: The Marlene Moore Story (Fernsehfilm)
- 1997: Die Modemafia (While My Pretty One Sleeps, Fernsehfilm)
- 1997: Gänsehaut – Die Stunde der Geister (Goosebumps, Episode 3x06: Hexenküche)
- 1998: Mission Erde – Sie sind unter uns (Earth: Final Conflict, Fernsehserie, eine Episode)
- 1998–1999: Raven – Die Unsterbliche (Highlander: The Raven, Fernsehserie, neun Episoden)
- 1999: Eine grauenvolle Familie (Dinner at Fred’s)
- 2000: American Psycho
- 2000: Waking the Dead
- 2000: Zweimal im Leben (Twice in a Lifetime, Fernsehserie, eine Episode)
- 2000: The Miracle Worker – Wunder geschehen (The Miracle Worker, Fernsehfilm)
- 2000–2001: Anne of Green Gables: The Animated Series (Zeichentrickserie, Stimme, 21 Episoden)
- 2001–2003: Doc (Fernsehserie, drei Episoden)
- 2002–2003: Street Time (Fernsehserie, fünf Episoden)
- 2002: Tracker (Fernsehserie, eine Episode)
- 2002: Queer as Folk (Fernsehserie, eine Episode)
- 2003: Miss Spider’s Sunny Patch Kids (Fernsehfilm, Stimme)
- 2003: Going for Broke (Fernsehfilm)
- 2003: Penguins Behind Bars (Fernsehfilm, Stimme)
- 2003: Findet John Christmas (Finding John Christmas, Fernsehfilm)
- 2004–2006: Miss Spider (Zeichentrickserie, Stimme, neun Episoden)
- 2005: Anne: Journey to Green Gables (Stimme)
- 2006: Puppets Who Kill (Fernsehserie, eine Episode)
- 2006: Franklin et le trésor du lac (Zeichentrickfilm, Stimme)